# Cyrtarachne schmidi
Cyrtarachne schmidi là một loài nhện trong họ Araneidae.
Loài này thuộc chi Cyrtarachne. Cyrtarachne schmidi được Benoy Krishna Tikader miêu tả năm 1963.